# Чучук Стана (филм)
Чучук Стана је југословенски филм из 1972. године. Режирао га је Љубиша Ристић, а сценарио је написао Милорад М. Петровић.
Филм носи назив по Чучук Стани, другој жени Хајдук Вељка.

## Улоге
| Глумац            | Улога        |
| ----------------- | ------------ |
| Светлана Бојковић | Чучук Стана  |
| Милан Гутовић     | Хајдук Вељко |
| Милан Ајваз       | Веса         |
| Војислав Брајовић | Голуб        |
| Ђурђија Цветић    | Цвета        |
| Драган Лаковић    | Певац        |
| Мирјана Вукојичић | Тода         |